# 고우리
고우리(1988년 2월 22일~)는 대한민국의 배우, 가수이다.

## 학력
- 전일중학교(졸업)
- 대전예술고등학교 무용과(졸업)
- 한국체육대학교 생활무용학과(졸업)

## 음반 활동

### 피쳐링 활동
| 연도   | 가수  | 곡명          |
| ------ | ----- | ------------- |
| 2011년 | 더 원 | Do it for you |

## 음반 외 활동

### 홍보대사
- 2011년 서울 캐릭터 라이선싱 페어 홍보대사

## 출연 작품

### 드라마
- 2012년 KBS2 일일시트콤 《선녀가 필요해》 - 고리아 역
- 2013년 tvN 금토드라마 《응답하라 1994》 - 연세대 엄정화 역(특별출연)
- 2013년 MBC 일일연속극 《빛나는 로맨스》 - 어린 변태영 역(김수연 아역)
- 2014년 SBS 주말극장 《기분 좋은 날》 - 한다인 역
- 2015년 MBC 주말 특별기획드라마 《여왕의 꽃》 - 서유라 역
- 2016년 MBC 일일연속극 《다시 시작해》 - 이예라 역
- 2017년 네이버TV 웹드라마 《연애 말고 연애》 - 도화 역
- 2018년 MBN 수요드라마 《연남동 539》 - 석도희 역
- 2018년 KBS2 주말드라마 《하나뿐인 내편》 - 장소영 역
- 2019년 MBC 주말특별기획 《슬플 때 사랑한다》 - 오철영 역
- 2020년 tvN 수목드라마 《여신강림》 - 셀레나 역(특별출연)
- 2021년 KBS2 수목드라마 《안녕? 나야!》 - 방옥주 역
- 2021년 tvN 수목드라마 《마우스》(특별출연)
- 2022년 HBO 맥스 《멘탈리스트》 - 반은혜 역
- 2022년 Seezn, ENA 금토드라마 《가우스전자》 - 성형미 역
- 2025년 ENA 금토드라마 《라이딩 인생》 - 애니 맘 역

### 영화
- 2011년 《심장이 뛴다》 - 걸그룹 멤버 역(특별출연)
- 2011년 《너는 펫》 - 이민선 역(특별출연)
- 2018년 《속닥속닥》 - 미주 역
- 2023년 《탈주의 동물기》 - 유미라 역

## 그 외 출연

### 예능
- 《고우리의 스타메이킹 힙합교실》(곰TV, 2010년)

인터넷 방송 곰TV를 통해 방송되었다. 고우리가 대한민국 힙합을 대표하는 선배 가수를 찾아가서 랩을 전수 받는다. 이제 막 랩에 눈을 뜬 고우리가 실력 있는 선배 랩퍼들에게 진정한 힙합의 고수가 되는 비법을 전수 받는다는 컨셉으로 시작되었다. 이 프로그램에는 바비 킴, 허니패밀리, 리쌍의 길, 아웃사이더, 데프콘 등이 출연했다.
- 《식신로드》(Y-STAR, 2010년)

2010년 12월 31일에 방송된 《식신로드》 6화에서 레인보우의 같은 구성원인 오승아와 함께 게스트로 출연하였다. 다음회인 2011년 1월 7일 방송분부터 정준하, 현영, 김병만과 함께 고정 MC로 발탁되었다.
- 《아이돌 스타 육상·수영선수권대회》(MBC, 2011년)

2010년 추석을 맞아 개최한 《아이돌 스타 육상선수권대회》에 이어, 2011년 2월에 개최된 아이돌 스타 육상·수영선수권대회에도 수영 부분에 출연하여 1위를 차지하였다. 레인보우의 구성원 중에서인 리더인 김재경, 동갑내기 오승아와 함께 수영부분에 출전하였으며 결승에서 출발은 늦었으나 체력적인 우위로 같은 팀의 김재경을 제치고 1위를 차지하였다. 이 외에도 레인보우는 4개월 가량의 연습기간을 거쳐 싱크로나이즈드 스위밍을 선보였다. 본방송에서 40초 가량으로 짧게 편집되어 팬들의 아쉬움을 샀으나, 기획사 관계자에 의해 연습 동영상이 공개되었으며, 3주가 지난 2월 27일에 《아이돌 스타 육상·수영 선수권대회》 - 〈못다한 이야기〉라는 이름으로 레인보우의 공연 모습이 방송되었다.
- 《위기탈출 넘버원》(KBS 2TV)
- 《청춘불패 2》(KBS 2TV)
- 《백만장자 게임 마이턴》(tvN)
- 《오시면 좋으리》(MBN)
- 《팔로우 미7》(FashionN)
- 《소사이어티 게임 시즌 2》(tvN)
- 《시골경찰》(MBC 에브리원) - 게스트
- 《맛있을 지도 시즌 4》(MBC 에브리원)
- 《무엇이든 물어보살》
- 《노빠꾸 탁재훈 탁스패치》 (유튜브) - 게스트

### 뮤직비디오
- 에이젝스 - 능구렁이(2013년)